# Euproctis melalepia
Euproctis melalepia är en fjärilsart som beskrevs av George Francis Hampson 1909. Euproctis melalepia ingår i släktet Euproctis och familjen tofsspinnare. Inga underarter finns listade i Catalogue of Life.